# Chevrolet Cavalier
El Chevrolet Cavalier es un automóvil compacto que fue producido por el fabricante estadounidense Chevrolet y el fabricante japonés Toyota sobre la plataforma J de General Motors y que actualmente es fabricado desde 2017 por la filial china de SAIC Motor en la ciudad de Shanghái. El libro American Automobile de 1983 a 1993 observa que el Cavalier estaba pensado para competir con coches importados de alta calidad, tales como el Honda Accord. Fue uno de los coches más populares en los Estados Unidos y Canadá desde su introducción a finales de 1981, como un modelo 1982. Incluso en el 2000, fue el automóvil más vendido por General Motors y solamente superado por el Ford Taurus, el Toyota Camry, y los Hondas Accord y Civic en el total de ventas.
El Cavalier es extensamente citado como el más exitoso modelo de la larga línea de vehículos Chevrolet apuntado a combatir la influyente importación de vehículos compactos, iniciado con el Chevrolet Corvair, el Chevrolet Vega, el Chevrolet Monza y el Chevrolet Chevette, con el Cavalier liderando hasta su reemplazo por el Chevrolet Cobalt. El Chevrolet Vega definió la clase subcompacta, antes de ser sustituido por los Chevrolet Monza y Chevette. Luego del éxito del Vega, el Monza y el Chevette harían poco para ampliar la gama Chevrolet de autos pequeños, pero con el arribo del Cavalier de tracción delantera, se pudo revertir esto.
En la versión renovada del Cavalier (a partir del 95) la empresa GM Chevrolet decide eliminar la versión 6 cilindros y cambiarlo a una 4 cilindros motor 2,4 litros del famoso Z24 deportivo con una potencia máxima (SAE) de 150 Hp (112 kW).
En la versión sedan ofrece dos tipos de motores Ecotec 2,2 litros (1998 cm³), estos ofreciendo un consumo promedio de 12 a 15 kilómetros por litro en carretera, todas las versiones cuentan con un tanque de 55 litros.:
- 4 cil. 2,2 4 en línea Ecotec con transmisión estándar de 5 velocidades con una potencia máxima de 144 Hp a 5600 rpm y unos 155 lb/ft de torque a 4000 rpm[1]
- 4 cil. 2,2 l automático de 4 velocidades, genera una potencia máxima (SAE) de 120 Hp (89 kW).

En la versión cupé de dos puertas únicamente se comercializa el motor 2,4 l de 4 cilindros combinado con una transmisión automática, lo cual genera una potencia máxima (SAE) de 150 Hp (112 kW).Motor que ganó rally París Dakar en los años 90.

## Primera generación (1981-1987)

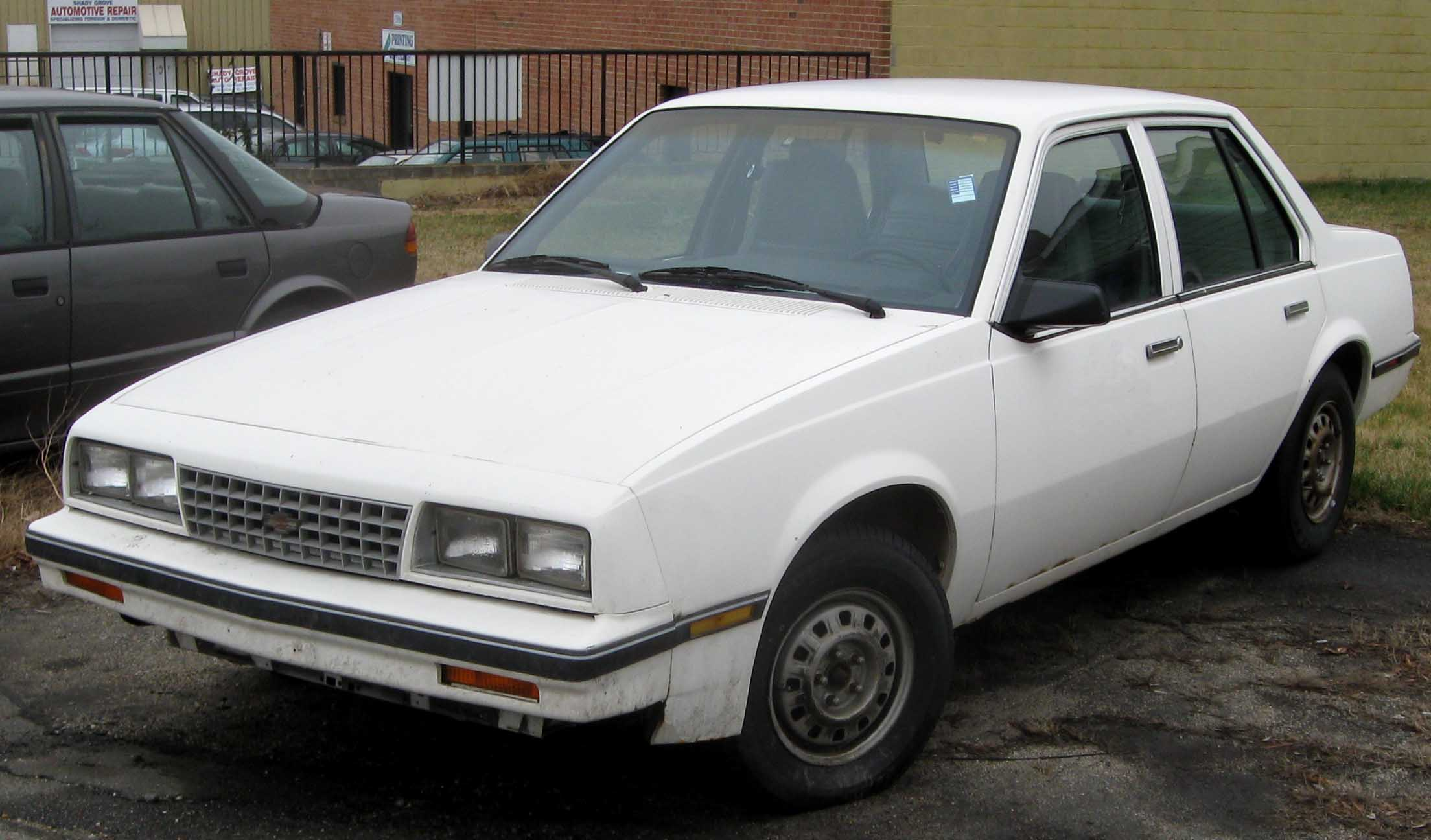
1984 Chevrolet Cavalier Sedan

El Cavalier salió a la venta por primera vez en mayo de 1981 como modelo de 1982 con tracción delantera, dos versiones carburadas del motor de cuatro cilindros de varilla de la serie GM 122 y carrocerías sedán de 2 y 4 puertas, con portón trasero y familiar. Los descapotables se añadieron en 1983, con una producción inicial de menos de 1.000 unidades. El nombre Cavalier procede de la entonces filial británica de GM, Vauxhall, que lo aplicó a variantes del Opel Ascona, cuya tercera generación fue el primer coche con carrocería J que salió al mercado.

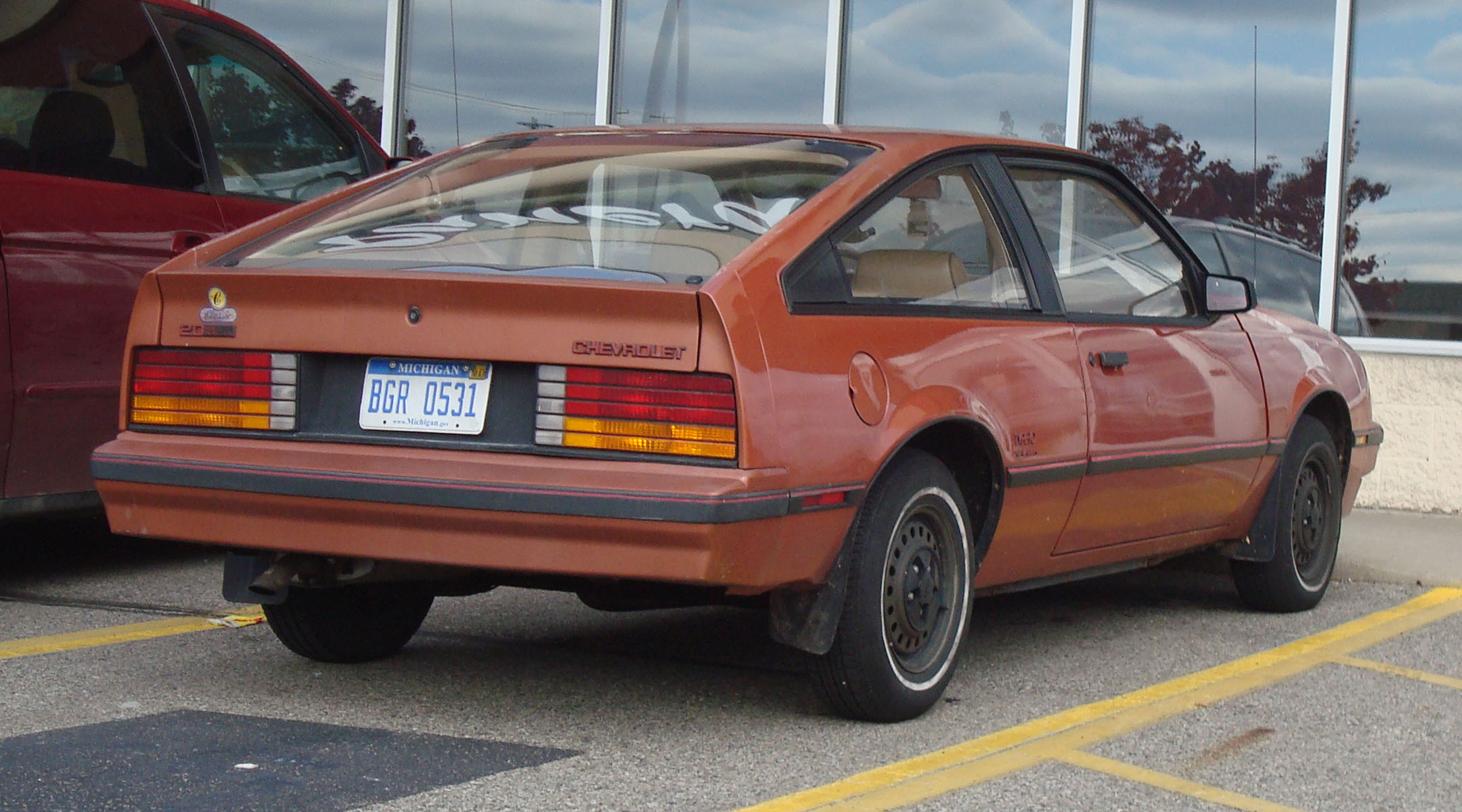
1985 Chevrolet Cavalier Type 10 Hatchback

En 1982, el único motor disponible era el L46 de 1,8 litros con carburador y 4 cilindros en línea, que podía ir acoplado a una transmisión manual de 4 velocidades o a una automática de 3 velocidades. El Cavalier se podía comprar en 4 estilos de carrocería: un cupé de 2 puertas, un hatchback de 3 puertas, un sedán de 4 puertas y una ranchera de 4 puertas, y se ofrecía con tres paquetes de acabados que incluían el Cadet de nivel básico, el Base de nivel medio y el CL de gama alta, que se podía equipar con pintura de dos tonos, franjas decorativas y llantas de aleación de aluminio. La suspensión era compartida con la tracción delantera Citation y Celebrity, que consistía en puntales MacPherson, brazos de control inferior, muelles helicoidales y una barra estabilizadora para la parte delantera, mientras que un eje de viga sólida, brazos, muelles helicoidales de tasa variable para la suspensión trasera en todos los estilos de carrocería eran exclusivos de Cavalier.

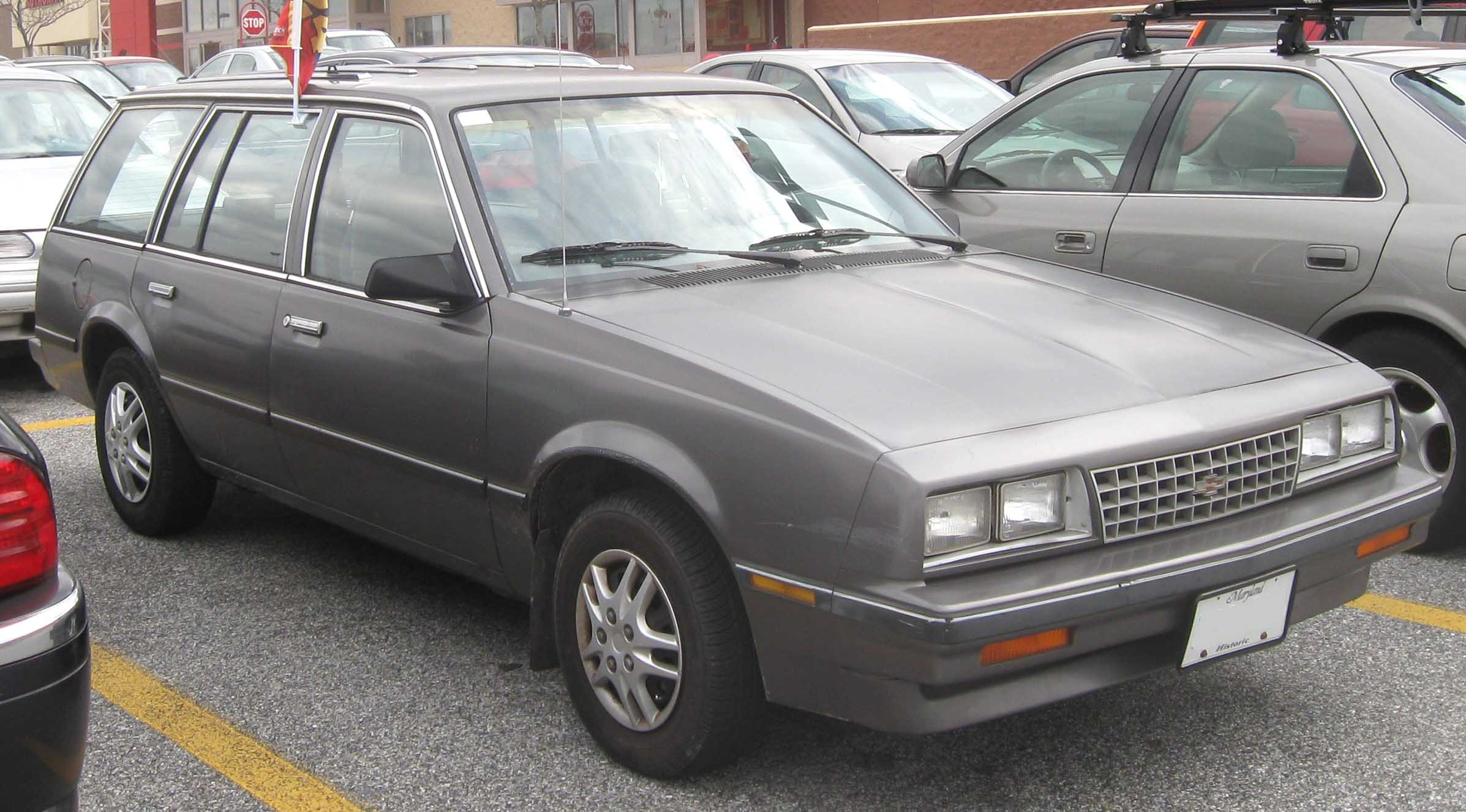
1986 Chevrolet Cavalier Wagon

En 1983, el motor LQ5 de 2,0 litros con inyección de combustible sustituyó al motor L46 del Cavalier de 1982, y se introdujo una transmisión manual de 5 velocidades. Un modelo descapotable producido por American Sunroof se añadió a la alineación a finales del año modelo. Este modelo Cavalier fue el primer descapotable producido por Chevrolet desde que el Caprice descapotable fue descontinuado en 1975.
Para 1984, el estilo del Cavalier fue ligeramente renovado, con una nueva parrilla y faros cuádruples. El paquete Type 10, inicialmente ofrecido sólo en el hatchback, se añadió a los modelos cupé y descapotable. 5.161 Cavaliers que salieron de South Gate Assembly fueron equipados con un paquete de aspecto especial olímpico para celebrar los Juegos Olímpicos de 1984.
Para 1985, el LB6 V6 de 2,8 litros se añadió como opción para el Cavalier. Estaba destinado a debutar con el paquete Z24, pero el paquete Z24 se retrasó hasta 1986. El V6 estaba disponible como opción en todos los niveles de acabado.

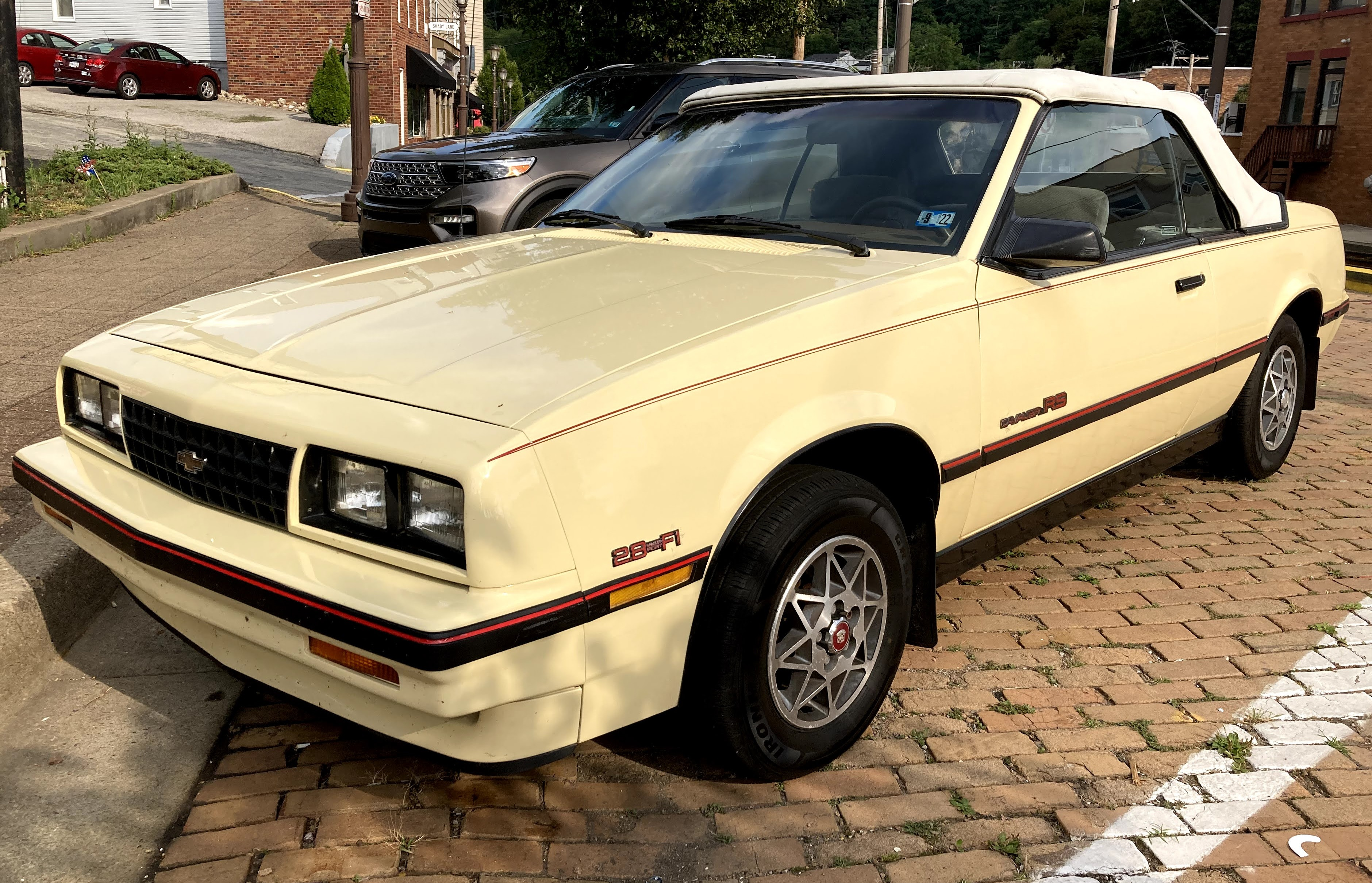
1987 Chevrolet Cavalier RS Convertible

En 1986, se añadió el paquete Z24 como opción para los modelos cupé y hatchback. Incluye indicadores digitales, llantas deportivas, un kit de efectos en el suelo y un salpicadero delantero específico. El paquete Type 10 se suprimió y se sustituyó por la serie RS, disponible ahora para todas las carrocerías.
En 1987, los dos motores disponibles se renovaron para su segunda generación. El LQ5 de cuatro cilindros en línea se actualizó con la denominación LL8, que añadía 5 CV y sustituía el distribuidor por un sistema de encendido por bobina. El LB6 V6 añadió culatas de aluminio, inyectores de combustible diferentes y control electrónico de la chispa.

## Segunda generación (1988-1994)
El Cavalier se rediseñó en 1987 para el modelo de 1988. Se suprimió el hatchback de 3 puertas y se mantuvieron el cupé, el sedan, el familiar y el descapotable. El sedán y el wagon no cambiaron las puertas traseras, mientras que el exterior del cupé se rediseñó por completo. Esto dio lugar a diferentes diseños de maletero para el cupé y el sedán. Tres niveles de acabado estaban disponibles para 1988: VL o Value Leader, RS, y Z24. El convertible sólo estaba disponible como un Z24, y la unidad de salpicadero del Type 10 se instaló en cupés y convertibles con el aspecto Z24, mientras que el VL y RS utiliza la unidad de salpicadero compartida con el Sunbird y Cimarron. En los modelos de dos puertas, la transmisión manual de 5 velocidades era estándar y la automática de 3 velocidades era opcional, aunque la automática de 3 velocidades se incluyó de serie en los sedanes y los wagon. Un tablero de instrumentos electrónico estaba disponible con el RS y Z24, mientras que la suspensión delantera trasladado de la generación anterior y la suspensión trasera adoptó el eje trasero de torsión-viga, junto con muelles helicoidales y barras estabilizadoras traseras del descatalogado Buick Skyhawk, Oldsmobile Firenza y Cadillac Cimarron.

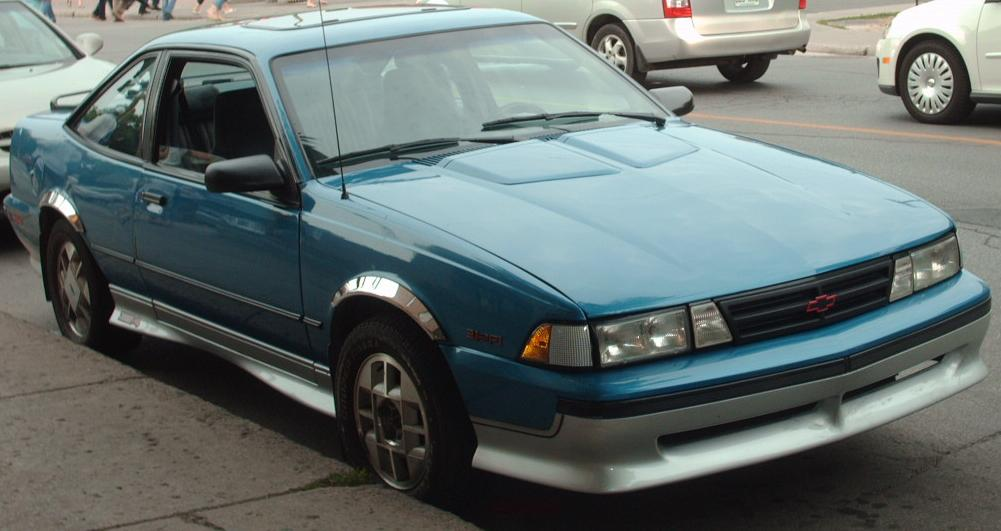
1990 Chevrolet Cavalier Coupe Z24

En 1989 se rediseñó la columna de dirección. El nuevo volante autoalineable se diseñó para reducir las lesiones en caso de colisión al doblarse para adaptarse al pecho del conductor. Además, los cinturones de hombro traseros pasaron a ser de serie en todos los modelos. Los asientos de tela personalizados RS y Z24 recibieron un nuevo estilo de asientos delanteros tipo cubo con reposacabezas integrados. El V6 opcional se rediseñó para que diera 130 CV.
En 1990, el motor básico se amplió a un L4 OHV de 2,2 L y la potencia aumentó a 95 CV (71 kW). Se añadieron cinturones de seguridad delanteros automáticos montados en las puertas debido a la legislación estadounidense sobre sistemas de retención pasivos. El motor V6 opcional también se actualizó al V6 de 3,1 L y 140 CV. El descapotable dejó de estar disponible para evitar la competencia interna con el descapotable Beretta previsto. Sin embargo, el Beretta descapotable se abandonó en el último momento, antes de que pudiera prepararse un Cavalier descapotable para 1990.

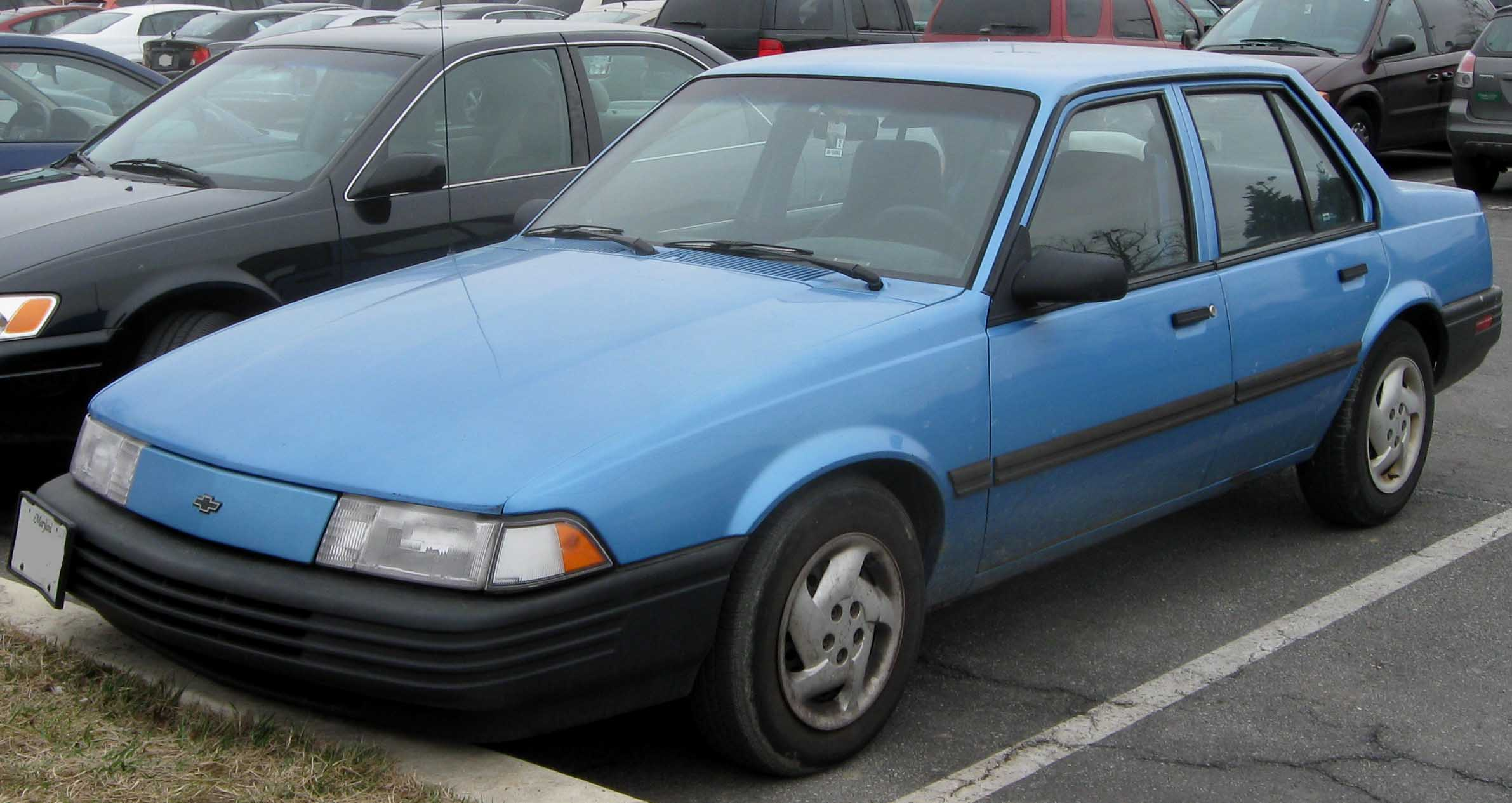
1991 Chevrolet Cavalier Sedan

El Cavalier de 1991 recibió un restyling más amplio que incluía un nuevo capó, parachoques, faros delanteros y traseros, tapacubos y un interior rediseñado; sin embargo, el estilo de la carrocería permaneció inalterado. En particular, el sistema de refrigeración se rediseñó para extraer el aire del parachoques, con lo que se consiguió un parachoques al estilo del Ford Taurus y un frontal sin rejilla. Los nuevos paragolpes no estaban pintados, con la opción de colorearlos en gris, negro o blanco, este último sólo disponible en los modelos de color blanco. El RS y el Z24 renunciaron a esta opción y optaron por un paquete de carrocería en color distintivos. Los modelos Z24 también tenían la opción de un asiento del conductor regulable en altura y un reproductor de CD. La plataforma y las líneas de acabado se mantuvieron, mientras que el descapotable volvió a mediados de año en el acabado RS sólo con el V6 de serie.

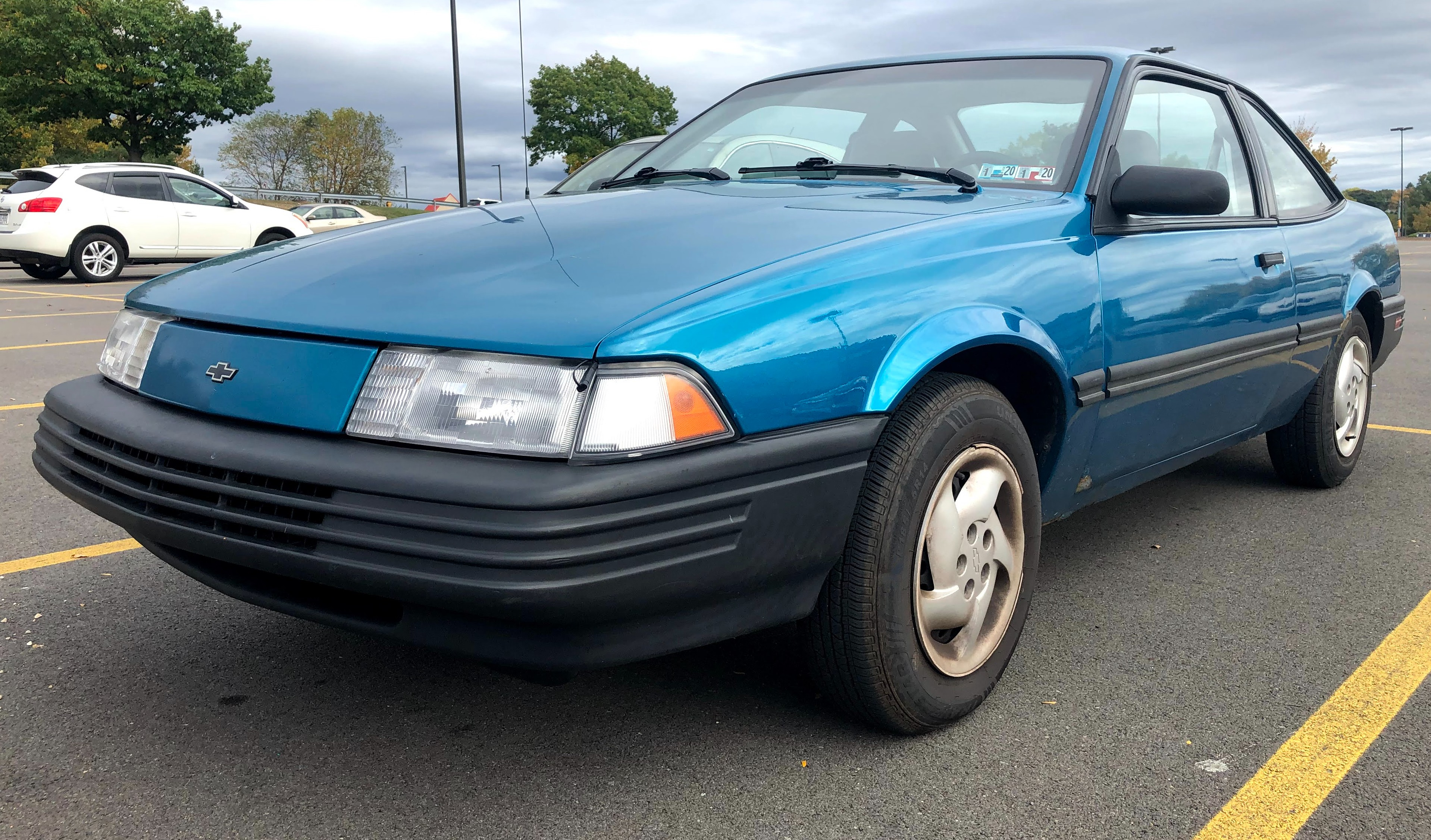
1992 Chevrolet Cavalier Coupe VL

Entre los pequeños cambios introducidos en 1991 se incluyó el cilindro de la cerradura de encendido Alpha Tech, que incorporaba una llave de doble paletón más grande y gruesa en comparación con el antiguo sistema de cilindro de cerradura de un solo paletón que se había utilizado durante años. Con este sistema se pretendía disuadir en mayor medida de los robos de vehículos, pero se registraron constantes problemas de bloqueo de la cerradura. Se abandonó después de que se introdujera un sistema mejorado de llave única de doble bit para el año modelo 1995 y el rediseño.
Para 1992, el motor OHV de 2,2 L de serie adoptó la inyección multipunto de combustible, o MPFI, para mejorar la potencia hasta 110 CV (82 kW), aunque a diferencia de la versión SFI del 2,2 L del Chevrolet Corsica. El descapotable estaba ahora disponible en los acabados RS y Z24, con el V6 de serie en el Z24 y opcional en el RS. Los frenos antibloqueo se incorporaron de serie, ya que Delco Moraine había conseguido desarrollar un sistema de bajo coste. Las cerraduras eléctricas también eran estándar, y fueron diseñadas para bloquearse automáticamente cuando el coche se cambia fuera del park, o si el coche está viajando por lo menos 8 millas por hora en los modelos cupé equipados con transmisión manual.

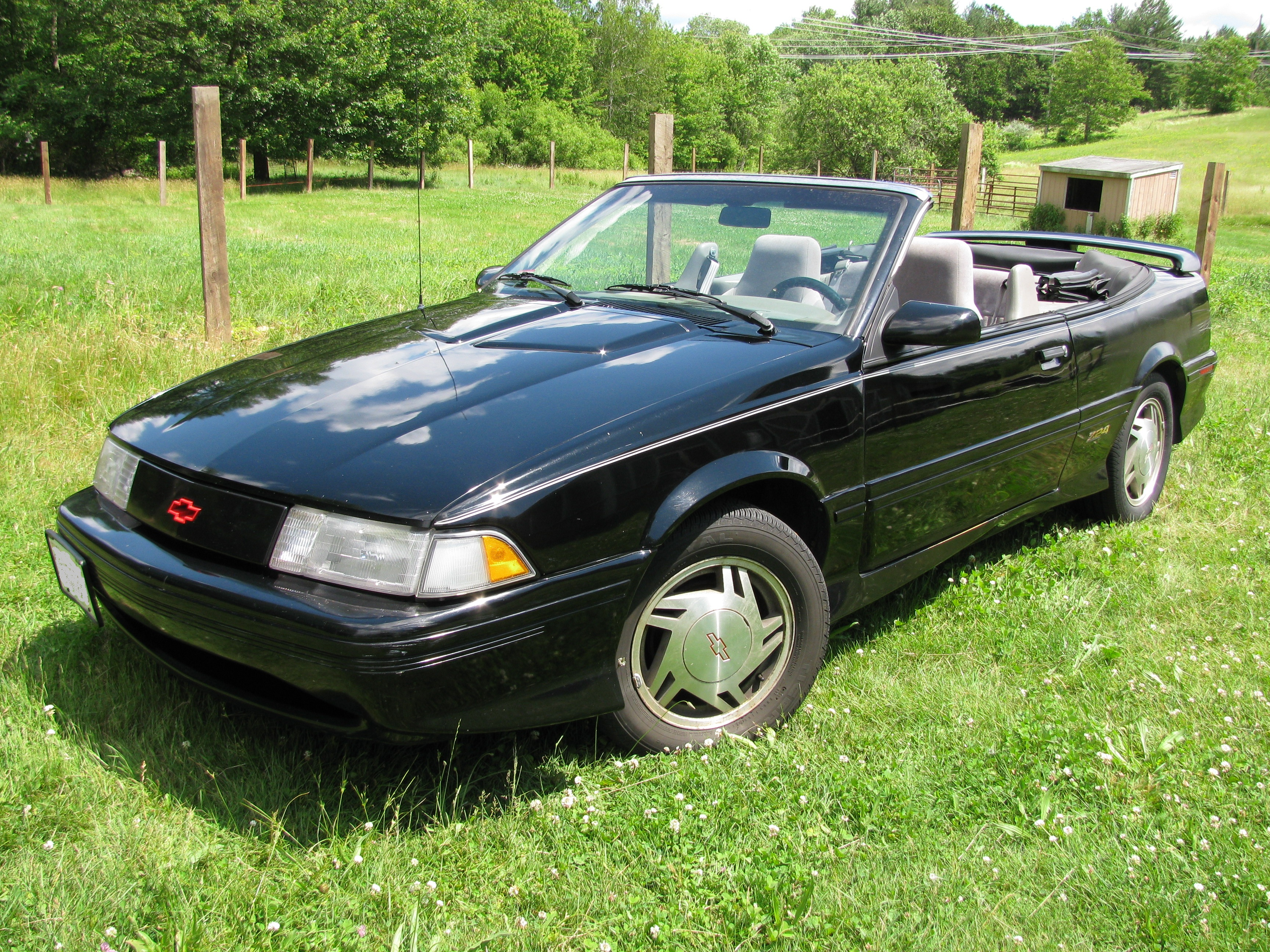
1994 Chevrolet Cavalier Z24 Convertible

El año modelo 1993 trajo cambios mínimos a la línea Cavalier. Los descapotables recibieron una luneta trasera de cristal, permitiendo el desempañado de la luneta trasera como opción. Además, el acabado RS recibió un pequeño cambio de estilo, eliminando la ranura de la parrilla.
1994 Cavalier Z24 Convertible
Los modelos de 1994 también eran versiones anteriores, ya que se estaba desarrollando un rediseño del Cavalier. Se suprimieron los dos niveles de acabado del Wagon (VL y RS), pero la carrocería siguió comercializándose con un acabado básico sin nombre que era básicamente igual al VL. El motor L4 OHV de 2,2 L se convirtió a la versión SFI del Corsica, con una potencia de 120 CV. Otros cambios fueron una interfaz de climatización ligeramente rediseñada y un nuevo rediseño del sistema de cierre eléctrico: las puertas seguían cerrándose automáticamente al poner la marcha, pero también se desbloqueaban automáticamente al desconectar el contacto.

## Tercera generación (1995-2005)

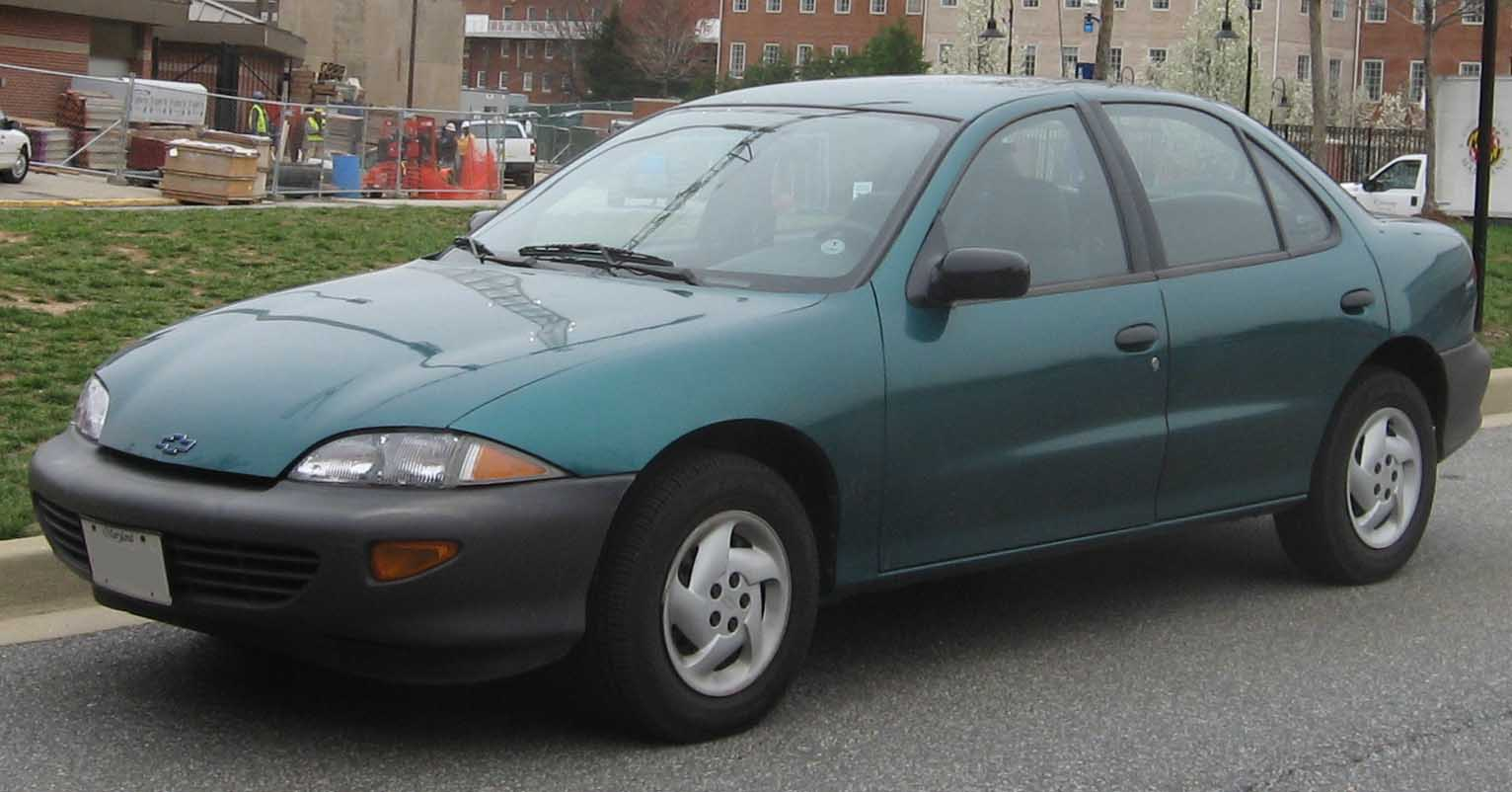
1995 Chevrolet Cavalier Sedan

El Cavalier recibió su primer rediseño total en 1995, con mayores dimensiones y un estilo más aerodinámico, incorporando pequeños detalles de diseño de la cuarta generación del Chevrolet Camaro. No obstante, se mantuvieron algunos rasgos básicos, como la parrilla integrada en el parachoques y la línea de cintura descendente de los cupés. Se ofrecían las opciones de cupé, berlina y descapotable, pero el modelo familiar se dejó de fabricar y se sustituyó por el Chevrolet HHR en 2005. El coche tenía ahora la opción de llantas de 15 y 16 pulgadas. En 1997, el Cavalier se convirtió en el coche más vendido de toda la gama de GM.

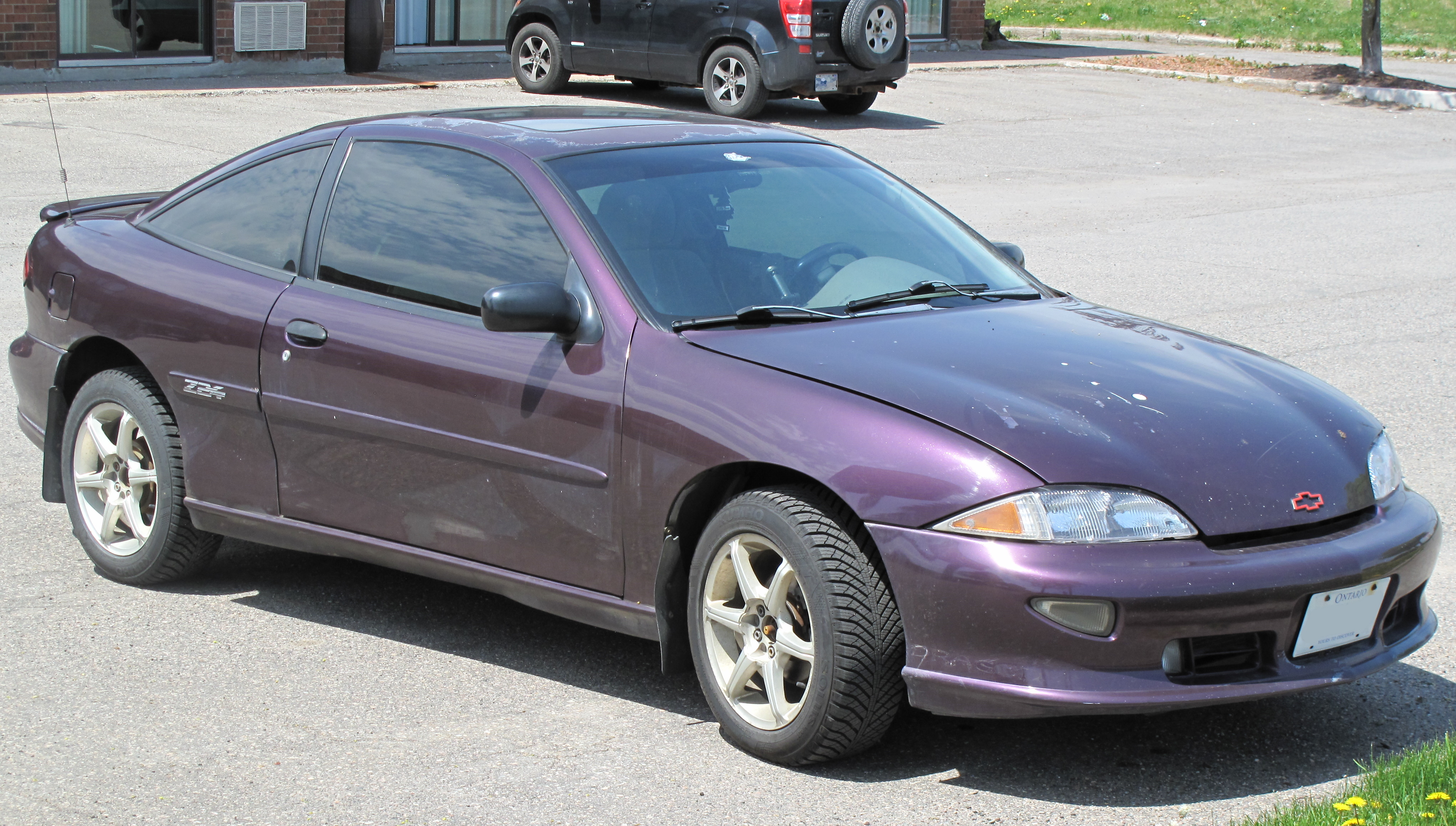
1998 Chevrolet Cavalier Z24

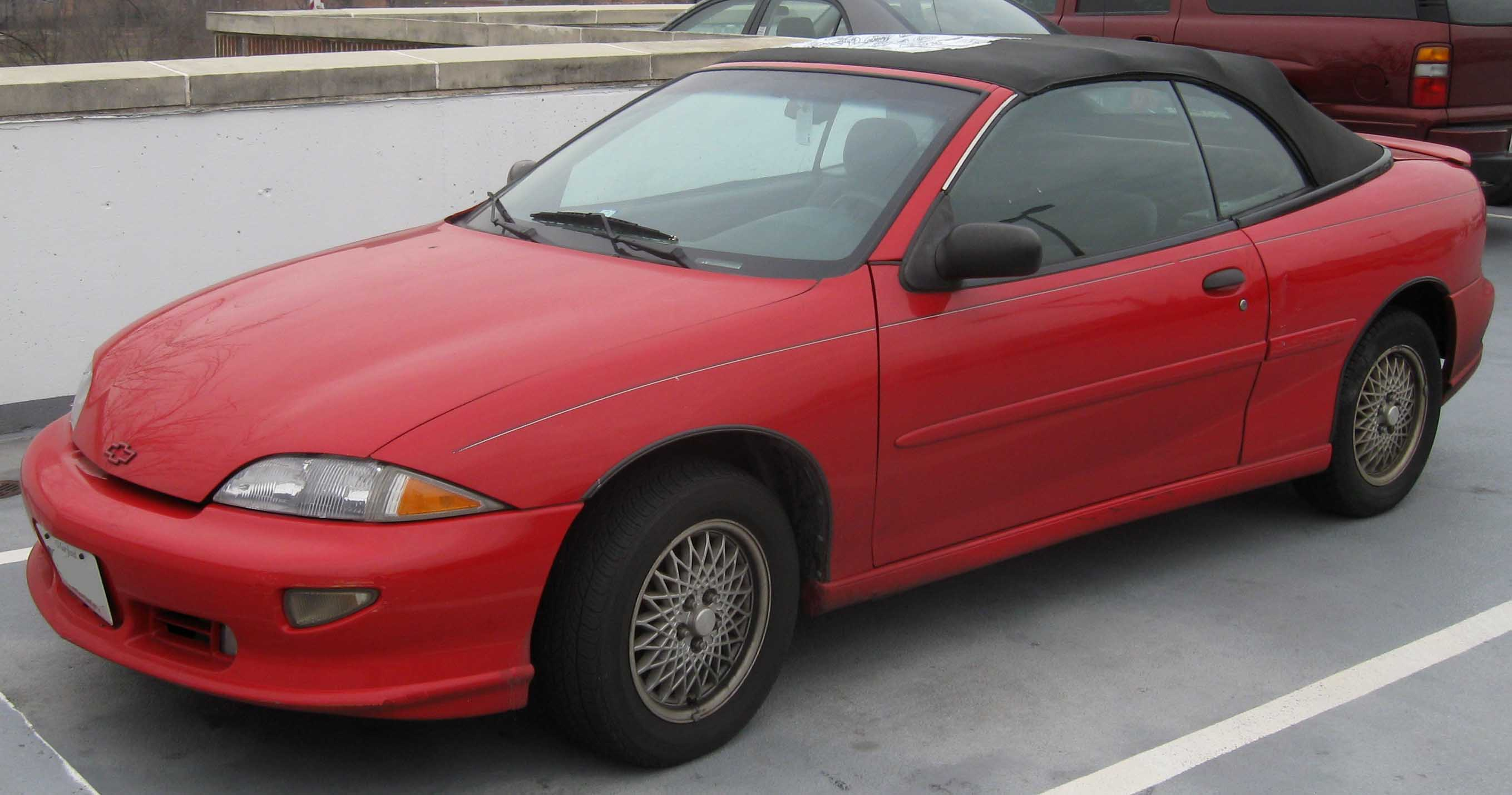
1999 Chevrolet Cavalier Convertible

En la tercera generación, las opciones de propulsión se limitaron a motores de cuatro cilindros en línea. La opción de un motor V6, que había estado disponible en la primera y la segunda generación, se suprimió y se sustituyó por un nuevo cuatro cilindros de potencia similar. Los modelos base y RS conservaban el motor de cuatro cilindros y 2,2 litros de cilindrada (2,2 L OHV) de los modelos anteriores, acoplado principalmente a un cambio automático de 3 velocidades, pero disponible con un cambio manual de 5 velocidades en los modelos de dos puertas, en particular los RS. A partir de 1996 una nueva automática de 4 velocidades estuvo disponible en cualquier acabado; esto había sido originalmente la intención de ser introducido junto con el rediseño, pero la escasez de efectivo de General Motors lo retrasó. [16] El Z24 y LS convertible utilizado el 2,3 L LD2 Quad-4 motor en 1995, pero recibieron un nuevo motor en 1996, el 2,4 litros DOHC LD9. Este motor también podía pedirse especialmente en un modelo LS de 4 puertas. Este motor producía 112 kW (150 CV) y 210 N⋅m (155 lb⋅ft) de par y se utilizó hasta 2002.

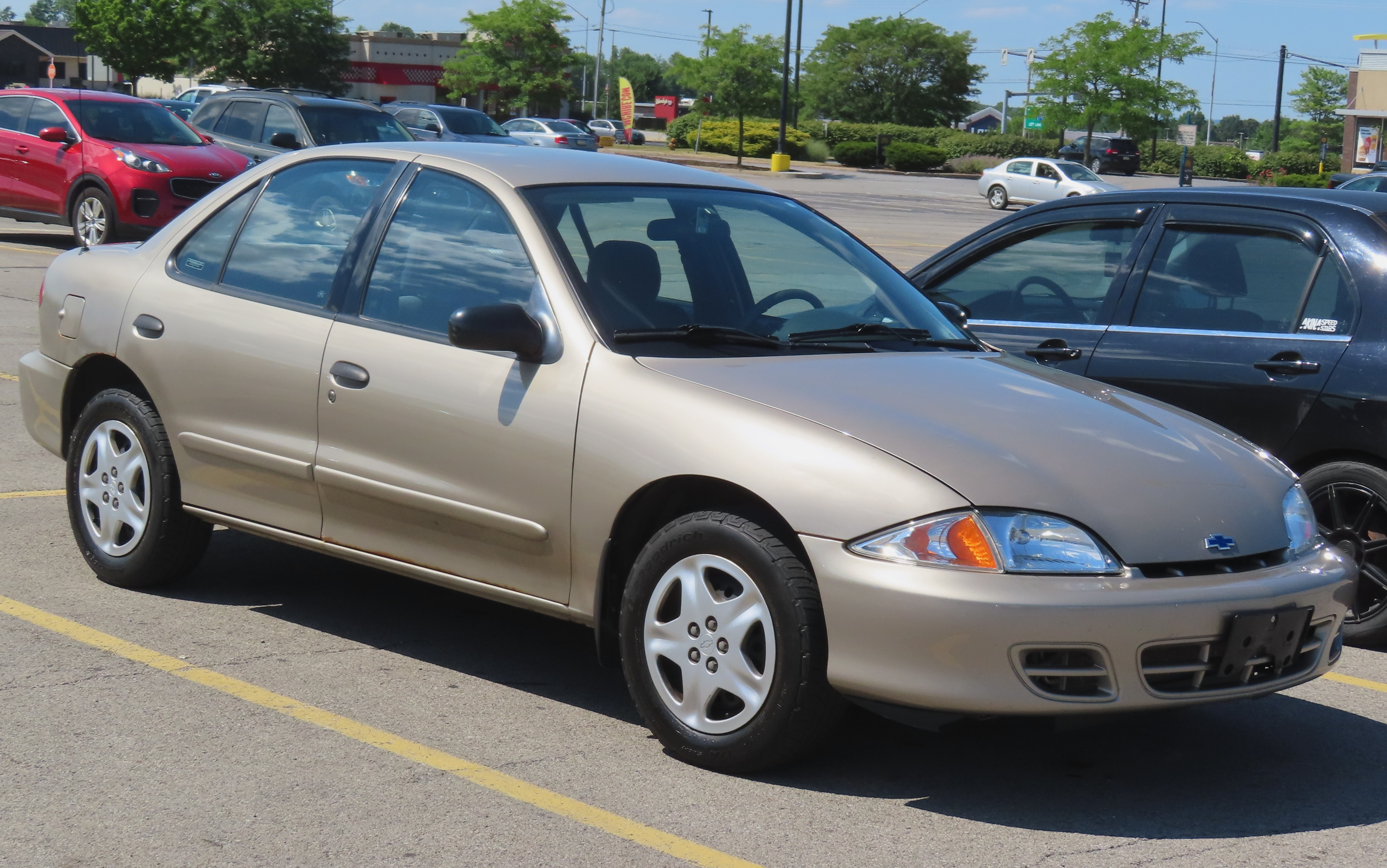
2002 Chevrolet Cavalier LS Sedan

En 2000, el coche recibió un pequeño lavado de cara consistente en unos faros más grandes y una parrilla mejorada, perdió el distintivo de texto "CHEVROLET" en la tapa del maletero y obtuvo un nuevo distintivo "CAVALIER" junto con nuevos tapacubos de "cinco radios". El motor de 2,4 litros venía acoplado de serie con la transmisión manual Getrag F23 de 5 velocidades en los modelos Z24, o con la automática opcional de 4 velocidades tanto en el Z24 como en los modelos LS. El Z24 solamente se comercializó en modelos cupé de 2 puertas hasta 2001 y contaba con una suspensión deportiva, neumáticos de 16 pulgadas, llantas de aleación y un sistema electrónico interior mejorado. Estéticamente, apenas cambió respecto a los otros modelos, salvo por un kit de efectos en el suelo y un alerón trasero más alto. En 2000, debutó el Sedán de 4 puertas, con la misma mecánica pero con una carrocería menos deportiva. El acabado Z24 también recibió otras mejoras, como una barra estabilizadora delantera más ancha y una suspensión deportiva FE2 para mejorar las características de conducción, así como un sistema antibloqueo de frenos ABS menos agresivo.
En 2002, el cambio automático de 3 velocidades se suprimió en los modelos básicos equipados con el 2.2, y el cambio automático de 4 velocidades se convirtió en la oferta principal en toda la gama, con 5 velocidades todavía disponibles en los coches de dos puertas. Además, el RS fue sustituido por la línea LS Sport, que incorporaba los nuevos motores Ecotec L61 con 140 CV (104 kW) y 150 lb⋅ft (203 N⋅m) de par. Estos motores mejoraban el consumo de combustible, ya que tenían la misma cilindrada que el motor GM 122 Pushrod Engine (2,2 L OHV) y mantenían la mayor parte de la potencia de los antiguos motores LD9. Los nuevos motores Ecotec sustituyeron al GM 122 Pushrod Engine (2.2 L OHV) en los modelos básicos en 2003, y se convirtieron en la única opción de motor en toda la gama Cavalier hasta 2005, cuando el Chevrolet Cavalier fue sustituido por el Chevrolet Cobalt.

## Cuarta generación (2017-presente)  (Latinoamérica y China)

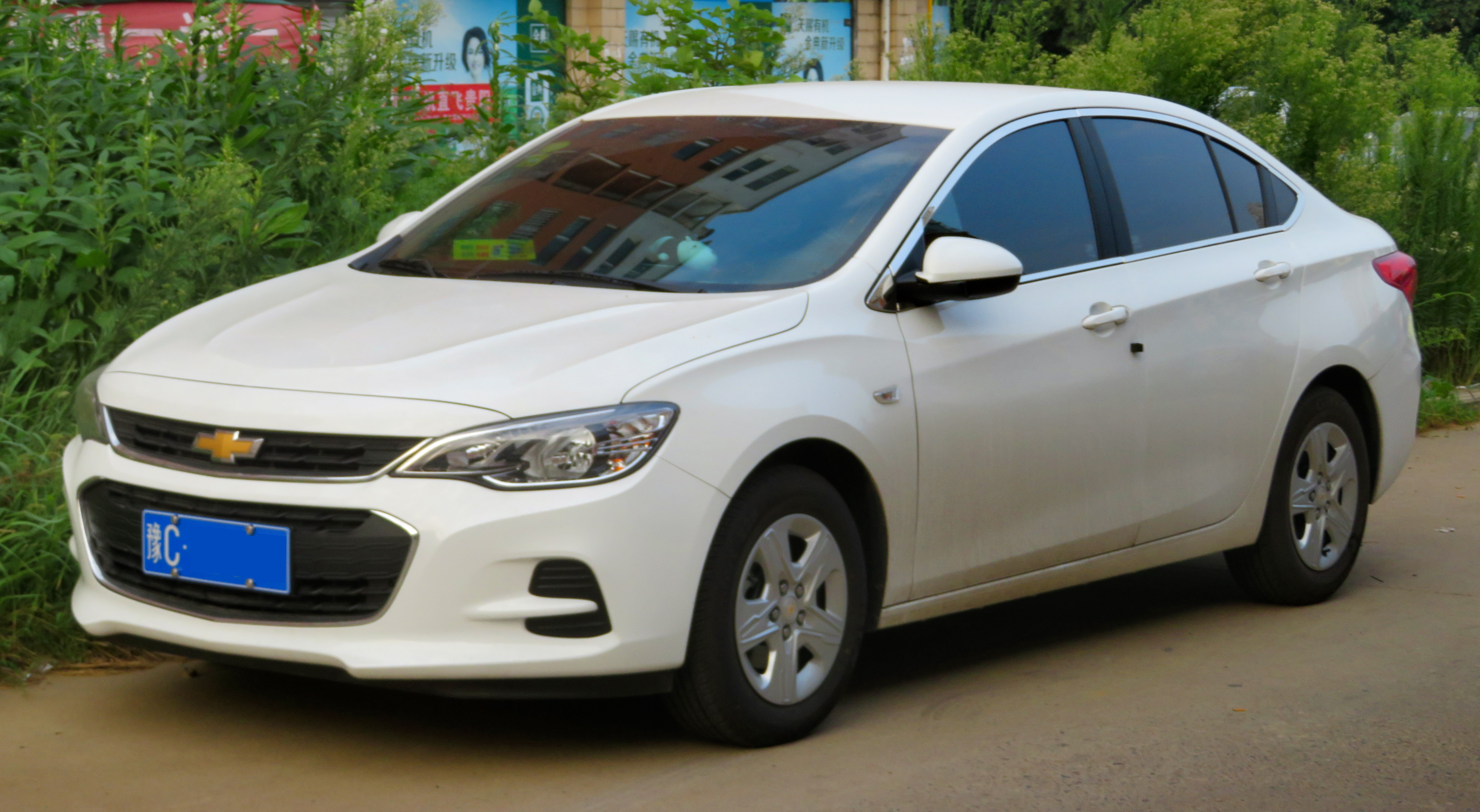
Chevrolet Cavalier 2018

Chevrolet reintrodujo la denominación Cavalier en un nuevo sedan compacto exclusiva para China y México, por debajo del Cruze, cuyo nombre en chino es Chevrolet Kewozi. El Cavalier se presentó en el Salón del Automóvil de Chengdu de 2016, el 2 de septiembre de 2016. Se desarrolló sobre la misma plataforma que la primera generación del Cruze, la plataforma Delta II, y utiliza el motor de cuatro cilindros y 1,5 litros que equipan muchos modelos compactos de GM en China, incluido el Chevrolet Sail. Su precio sitúa al Cavalier exactamente entre el Sail, más pequeño, y el Cruze de segunda generación, más moderno. Las entregas comenzaron en septiembre, con casi 10.000 unidades vendidas en su primer mes, pero hay indicios de que el Cavalier canibaliza las ventas del Cruze de primera generación de precio similar, que sigue vendiéndose en China. A partir de 2018, el Cavalier de cuarta generación también se vende en México con el mismo nombre, en sustitución del Chevrolet Sonic. Allí, el motor de 1,5 L produce 107 CV (80 kW) y un par de 104 lb⋅ft (141 N⋅m).

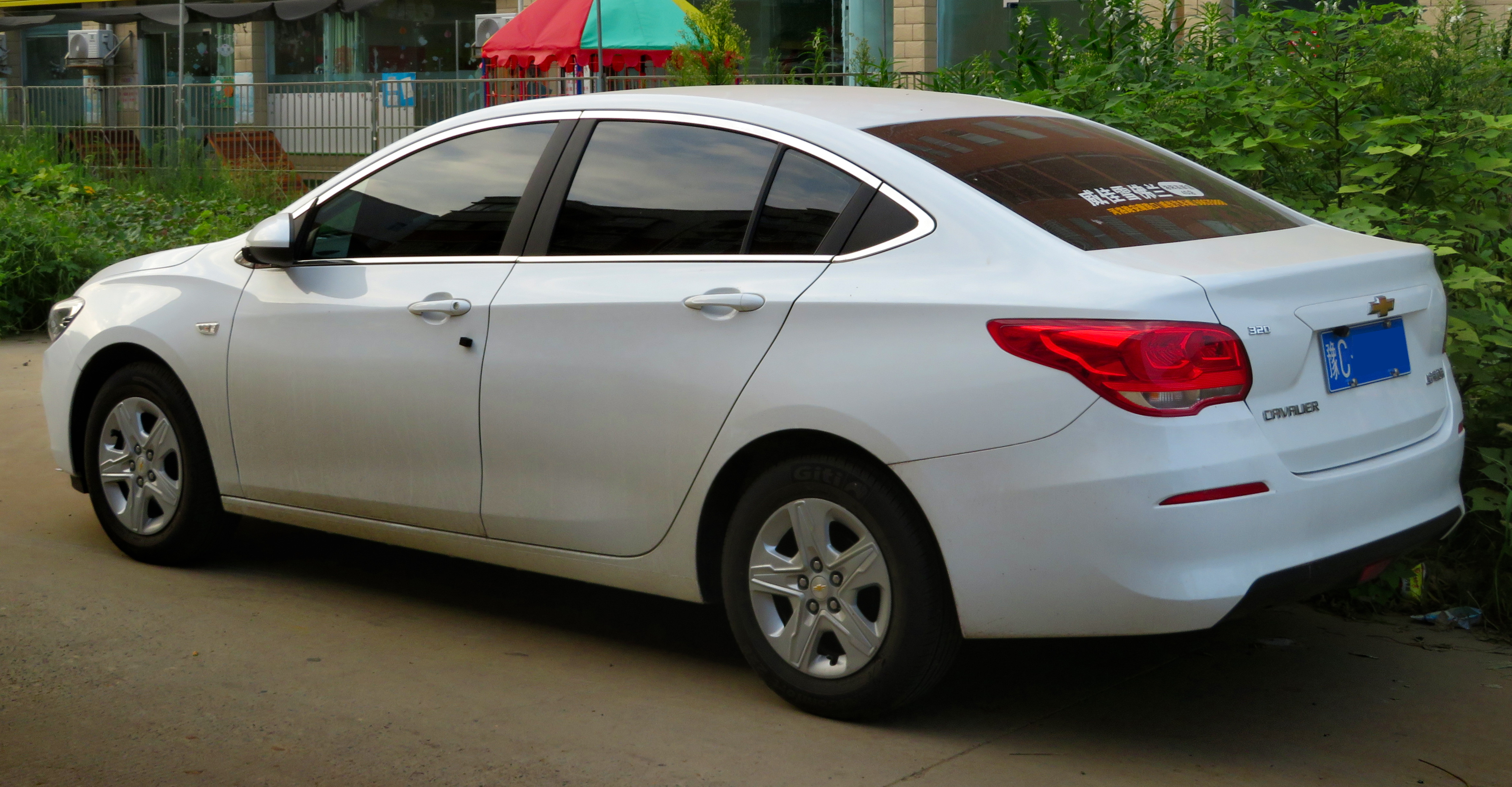
Chevrolet Cavalier 2018 en su parte trasera

El Cavalier fue actualizado para el año modelo 2020 para México con cambios menores, añadiendo tres nuevos colores, nuevo diseño de aleación, cuatro bolsas de aire y frenos ABS, cinturones de seguridad de tres puntos y control de estabilidad, así como cambios menores en el interior para la línea de acabado LT, incluyendo un 7" con Chevrolet myLink e integración de teléfono inteligente para Apple CarPlay. El Cavalier 2020 salió a la venta el 23 de septiembre de 2019. En 2019, el coche dejó de fabricarse en el mercado nacional chino tras ser sustituido por el Chevrolet Monza, aunque siguió fabricándose para la exportación. El nombre (kewozi) se utiliza ahora en el Chevrolet Onix, que se sitúa por debajo del Monza.

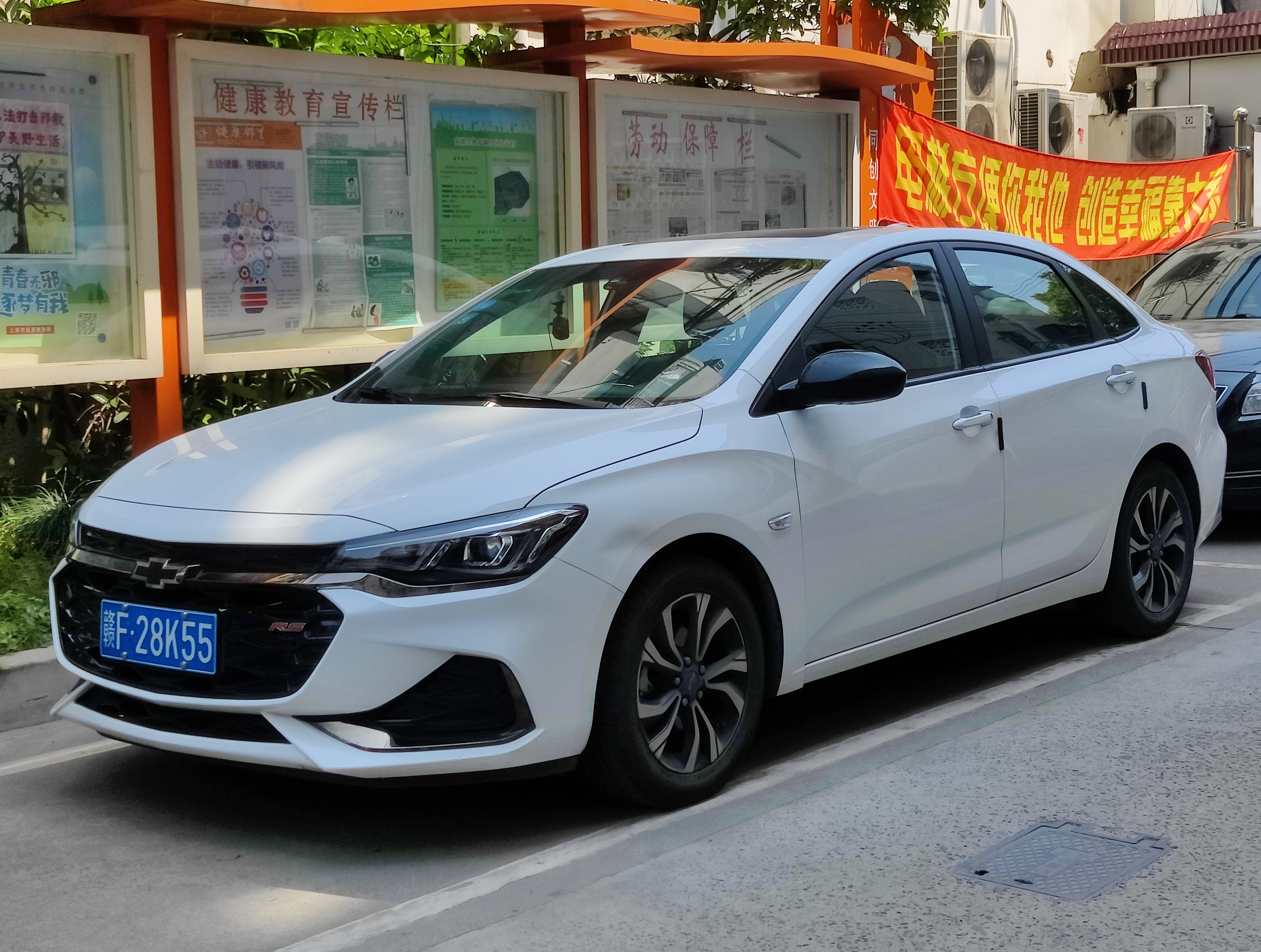
Chevrolet Cavalier Turbo 2022 (Chevrolet Monza RS)

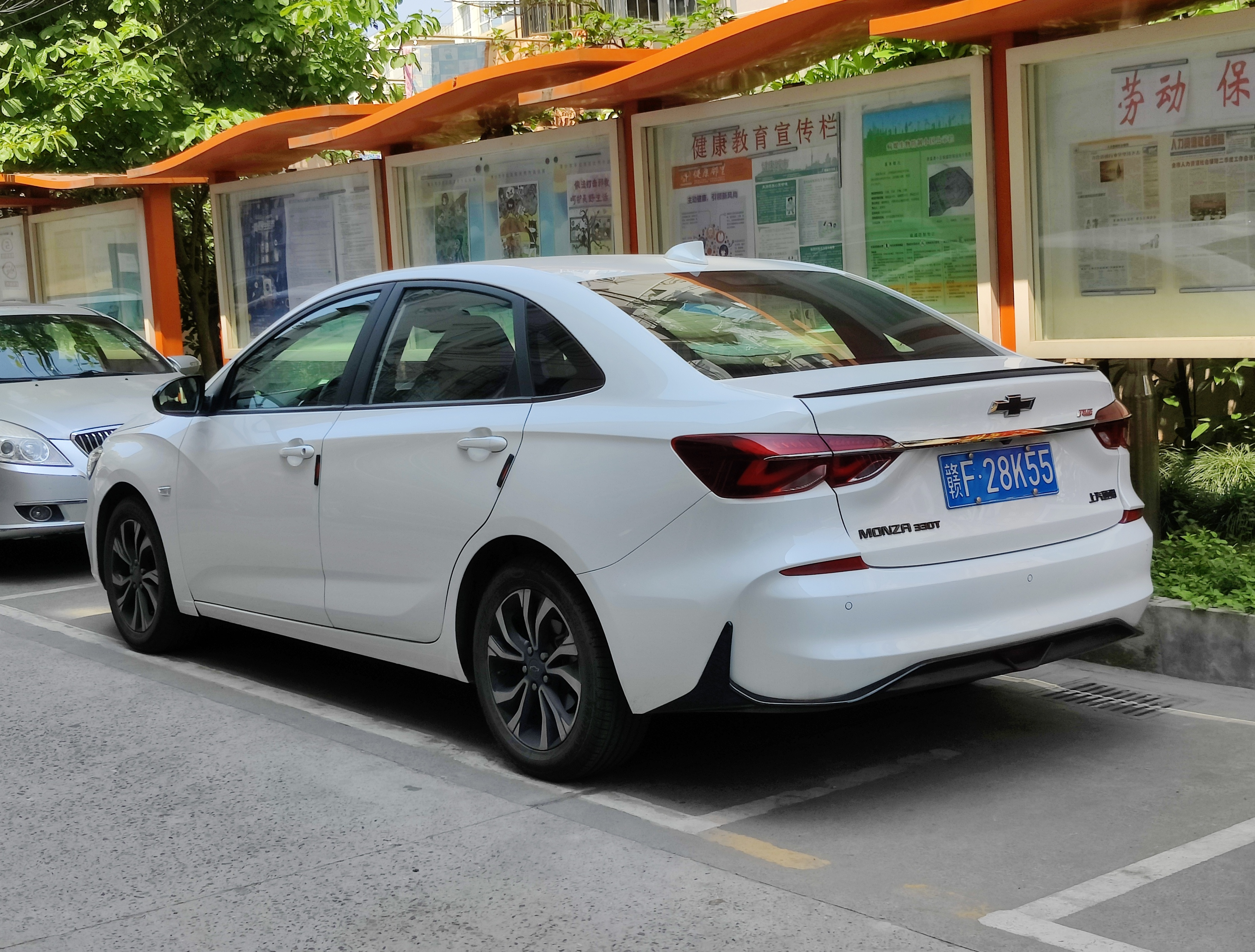
Chevrolet Cavalier Turbo 2022 (Chevrolet Monza RS en su parte trasera)